# Stanisław Kryś
Stanisław Kryś (ur. 1 maja 1931 w Skokowie, zm. 15 sierpnia 2018 w Warszawie) – polski działacz samorządowy i partyjny, w latach 1969–1973 przewodniczący Prezydium Miejskiej Rady Narodowej w Kaliszu.

## Życiorys
Syn Wincentego i Walentyny. Ukończył studia magisterskie. W latach 1948–1952 członek Związku Młodzieży Polskiej. W 1954 wstąpił do Polskiej Zjednoczonej Partii Robotniczej. Był instruktorem, a od 1958 do 1960 kierownikiem Miejskiego Ośrodka Propagandy Partyjnej w ramach Komitetu Miejskiego PZPR w Kaliszu. Zajmował stanowisko członka egzekutywy (1961–1967) i sekretarza ds. propagandy (1963–1969) w ramach tego komitetu. 9 stycznia 1969 powołany na stanowisko przewodniczącego Prezydium Miejskiej Rady Narodowej w Kaliszu. Zajmował je do przekształcenia tej funkcji w stanowisko prezydenta miasta w grudniu 1973.
W 1973 wyróżniony Odznaką Honorową Miasta Kalisza.
Został pochowany na Cmentarzu Komunalnym Południowym w Warszawie.